# Потирна
42°56′ пн. ш. 16°41′ сх. д. / 42.93° пн. ш. 16.68° сх. д.
Потирна (хорв. Potirna) — населений пункт у Хорватії, у Дубровницько-Неретванській жупанії у складі громади Блато.

## Населення
Населення за даними перепису 2011 року становило 23 осіб.
Динаміка чисельності населення поселення: